# Grow Food
Grow Food — российская компания, занимающаяся доставкой здорового питания по подписке через интернет. Офис расположен в Санкт-Петербурге. Действует в Санкт-Петербурге, Москве.

## История
Компания Grow Food была основана в Санкт-Петербурге в 2015 году Даниэлем Гальпером и Павлом Паскарем.
В ноябре 2015 года бизнесмен Александр Бородич инвестировал в Grow Food 4 млн рублей.
В июне 2016 году венчурный фонд AddVenture инвестировал в Grow Food 30 млн рублей, в 2017 году — ещё 5 млн долларов.
В 2019 году компания Grow Food построила завод в Колпино, Санкт-Петербург, потратив на это 200 млн рублей. Площадь завода составляет 2,2 тыс. кв. м, число сотрудников — 270 человек. В месяц предприятие выпускает 1-1,2 млн порций еды.
В конце 2019 года компания начала работу в Мурманске, Краснодаре, Екатеринбурге, Казани и Новосибирске..
В октябре 2020 года компания приостановила работу в Мурманске, Краснодаре, Екатеринбурге, Казани и Новосибирске.

## Описание
Юридически компания называется ООО «ГФ Трейд» и принадлежит кипрскому офшору «Винда лимитед».
Основные акционеры — предприниматели Даниэль Гальпер и Павел Паскарь и венчурный фонд AddVenture. Генеральный директор — Павел Паскарь.
По состоянию на 2017 год компания доставляла еду для спортсменов из двух линеек питания без возможности выбора блюд.
В 2018 году оборот, по данным компании, составил 1.1 млрд рублей.
По состоянию на 2019 год являлся крупнейшим российским сервисом по доставке продуктовых наборов, доставляя около 120 тысяч доставок в месяц, средняя стоимость которых — 1200—1400 рублей.

## Инциденты
В феврале 2019 года блогер Александр Яскевич оформил подписку в Grow Food, однако позже решил от нее досрочно отказаться, за что компания потребовала уплатить штраф в размере 3000 рублей. После того, как Яскевич заявил, что предаст инцидент со штрафом широкой огласке на своих страницах в соцсетях, Grow Food отказалась от своего требования. По мнению Яскевича, компания побоялась обещанного им разоблачения «обмана покупателей», а рядовой клиент в такой ситуации был бы оштрафован. Маркетолог Grow Food Семен Ефимов в ответ на это заявил, что условие о штрафе в случае досрочного отказа от подписки входит в публичную оферту и является совершенно законным. По его словам, компания пошла навстречу недовольному клиенту и отменила штраф вне связи с его публичной активностью.